# Voivodia de Wilno
A voivodia de Wilno (polonês: Województwo wileńskie, latim: Palatinatus Wilnensis) foi uma unidade de divisão administrativa do período entre-guerras na Polônia (1925-1939), bem como da República das Duas Nações (século XIV-1795). Deixou de existir em setembro de 1939, depois da invasão da Polônia pelos alemães e soviéticos. Mais tarde sucedeu ao Governo Geral da Lituânia

## Voivodia de Wilno (1925-1939)
A voivodia de Wilno (polonês: województwo wileńskie, lituano: Vilniaus vaivadija, foi uma das voivodias da Polônia de 1923 até a transferência da região pela União Soviética para a Lituânia em setembro de 1939. Sua área era de 29 109 km² (sendo a quarta maior voivodia da Polônia) e sua população (de acordo com o censo polonês de 1931) era de 1 276 000 habitantes. Foi a última voivodia da Polônia a ser formada no período entre-guerras. Criada em 22 de dezembro de 1923 era uma combinação de terras da antiga Lituânia Central e o Departamento de Wilno criado em 1920. Sua população era formada, em sua maioria, por poloneses e bielorrussos, com uma minoria de judeus, russos e lituanos.

### Localização
Esta voivodia estava localizada na parte nordeste do país, divisa com a União Soviética a Leste, Lituânia a Oeste, Letônia ao Norte, voivodia de Nowogródek ao Sul e voivodia de Białystok ao sudoeste. Seu relêvo era plano, com partes de colinas e diversos lagos (o lago Narocz, o maior lago da Polônia do período entre-guerras, estava localizado dentro da área da voivodia). Em 1 de janeiro de 1937 as florestas constituíam 21.2% da área da voivodia (com uma média nacional de 22.2%).

### Cidades e divisão administrativa
A voivodia de Wilno foi criada depois que o território do Estado-fantoche da República da Lituânia Central surgiu da fusão da então chamada Área de Wilno.
- Capital da voivodia:   Wilno

Nos anos de 1922 a 1939 ela foi dividida em 8 powiaty (condados):
- Condado de Wilno (área 105 km², pop. 195 100),  Wilno
- Condado de Brasław (área 4 217 km², pop. 143 100)  Brasław
- Condado de Głębokie (área 3 968 km², pop. 159 900),  Głębokie
- Condado de Mołodeczno (área 1 898 km², pop. 91 300),  Mołodeczno
- Condado de Oszmiana (área 2 362 km², pop. 104 600),  Oszmiana
- Condado de Postawy (área 3 050 km², pop. 99 900),  Postawy
- Condado de Święciany (área 4 017 km², pop. 136 500),  Święciany
- Condado de Wilejka (área 3 427 km², pop. 131 100),  Wilejka

Em 1931, a maior cidade da voivodia (e a maior do nordeste da Polônia) era Wilno, com 195 100 habitantes. Com exceção desta cidade, todo o restante da voivodia era pouco povoado e carecia de centros urbanos. Todas as demais cidades eram muito pequenas, nenhuma delas atingindo a marca de 10 000 habitantes (em 1931).

### População
Em 1931 a voivodia era habitada por 1 276 000 pessoas. A maioria da população era formada por poloneses (59.7%). Constituindo a minoria estavam: bielorrussos (22.7%), russos (3.4%), judeus (8.5%) e lituanos (5.5%). A densidade populacional era de 44 pessoas por km². (a segunda mais baixa da Polônia, depois da voivodia da Podláquia).

### Ferrovias e indústrias
A voivodia de Wilno estava localizada na então chamada Polônia “B”, significando que era subdesenvolvida, sem indústrias (com exceção da cidade de Wilno) e poderia ser até classificada como Polônia “C”. Grande parte da população era pobre, com alto nível de analfabetismo (em 1931, 29.1% da população era analfabeta, sendo a média nacional de 23.1%). A malha ferroviária era pequena, com apenas algumas junções - as mais importantes eram a de Wilno, também as de Mołodeczno, Krolewszczyzna e Nowa Wilejka. O comprimento total das ferrovias dentro dos limites da voivodia era de 1 097 quilômetros.

## Setembro de 1939 e suas conseqüências
Em 17 de setembro de 1939, após a invasão alemã da Polônia e o Pacto Molotov-Ribbentrop, as forças soviéticas invadiram o leste da Polônia. Como o Exército da Polônia estava mais concentrado na parte oeste do país, em luta contra os alemães, os soviéticos encontraram pouca resistência e suas tropas avançaram rapidamente em direção ao oeste, ocupando facilmente a área da voivodia.

A União Soviética ocupou a área em 1939 e em 1941 foi a vez da ocupação pela Alemanha. Depois da Segunda Guerra Mundial, a região foi anexada pela União Soviética e dividida entre as Repúblicas Socialistas Soviéticas da Lituânia e da Bielorrússia.

### Voivodas
- Władysław Raczkiewicz (1926-1930)

## Voivodia de Vilnius (século XIV-1795)
A voivodia de Vilnius (lituano: Vilniaus vaivadija, polonês: województwo wileńskie) foi uma unidade de divisão administrativa e governo local no Grão-Ducado da Lituânia (depois da União de Lublin ela, juntamente com todo o Grão-Ducado da Lituânia, tornou-se parte da República das Duas Nações) do século XV até as partições da Polônia em 1795.

## Geografia e divisão administrativa
Geograficamente a área era centralizada em torno da cidade de Vilnius, que foi sempre a capital e sede da voivodia. Porém, os limites da voivodia variaram com o tempo. A voivodia que existiu até as partições da Polônia, era composta de cinco divisões administrativas menores chamadas de powiat (em lituano: plural - pavietai, singular - pavietas), correspondentes a condados:
- Condado de Vilnius (powiat wileński)  Vilnius
- Condado de Oszmiana (powiat oszmiański)  Oszmiana
- Condado de Lida (powiat lidzki)  Lida
- Condado de Wiłkomierz (powiat wiłkomirski)  Wiłkomierz
- Condado de Brasław (powiat brasławski)  Brasław

## História

### Grão-Ducado da Lituânia
Em 1413 a União de Horodło introduziu o título de voivoda no Grão-Ducado da Lituânia. Inicialmente a área de domínio de um voivoda estava centrada em torno das duas mais importantes e antigas cidades da Lituânia, Trakai e Vilnius.

### República das Duas Nações
Depois da União de Lublin, em 1569, que formou a República das Duas Nações, o Grão-Ducado manteve muito de sua autonomia e Vilnius permaneceu sendo a capital da voivodia, porém, deixou de ser a capital do país, sendo escolhida Cracóvia como a capital da nova federação, (voivodia da Cracóvia) e mais tarde a capital foi transferida para Varsóvia (voivodia da Mazóvia).
Depois das partições da Polônia, o território da voivodia de Wilno foi incorporada pela Rússia Imperial.

## Voivodas
- Albertas Vaitiekus Manvydas (desde 1413)
- Jonas Goštautas (desde 1443)
- Mikalojus Radvila (desde 1480)
- Albrecht Goštautas (desde 1522)
- Jan Hlebowicz (desde 1542)
- Krzysztof Mikołaj "Piorun" Radziwiłł (desde 1584)
- Mikołaj Krzysztof "Sierotka" Radziwiłł (desde 1604)
- Lew Sapieha (desde 1621 ou 1623)
- Krzysztof Radziwiłł (desde 1633)
- Janusz Skumin Tyszkiewicz (1640-1642)
- Krzysztof Chodkiewicz (desde 1642)
- Janusz Radziwiłł (desde 1653)
- Jan Paweł Sapieha (desde 1656)
- Michał Kazimierz Radziwiłł (desde 1667)
- Michał Kazimierz Pac (desde 1669)
- Kazimierz Jan Sapieha (desde 1705)
- Michał Kazimierz "Rybeńko" Radziwiłł (desde 1744)
- Michał Hieronim Radziwiłł (desde 1755)
- Karol Stanisław "Panie Kochanku" Radziwiłł (1762-1764 e 1768-1790)